# Kreis Le Pont
| Kreis Le Pont           | Kreis Le Pont      |
| Basisdaten              | Basisdaten         |
| ----------------------- | ------------------ |
| Staat:                  | Schweiz            |
| Kanton:                 | Waadt (VD)         |
| Bezirk:                 | La Vallée          |
| Hauptort:               | L'Abbaye           |
| Fläche:                 | 64,41 km²          |
| Einwohner:              | 2'444 (31.12.2023) |
| Bevölkerungsdichte:     | 38 Einw. pro km²   |
| Aufgehoben am:          | 31. Dezember 2006  |
| Karte                   |                    |
| Karte von Kreis Le Pont |                    |

Der Kreis Le Pont (französisch Cercle du Pont) war bis zur Bezirksreform vom September 2006 ein waadtländischer Kreis des Bezirks La Vallée in der Schweiz. Auf den 1. September 2006 wurde er wie alle anderen Waadtländer Kreise ersatzlos aufgehoben. Der Kreis bestand bis August 2006 aus den Gemeinden L’Abbaye und Le Lieu mit dem Verwaltungssitz in L’Abbaye. Er umfasste ausser den oben genannten Gemeinden noch die namensgebende Ortschaft Le Pont, Les Charbonnières, Les Bioux und Le Séchey sowie viele verschiedene kleinere Dörfer und Weiler im Vallée de Joux. Hauptfluss des Kreises war die Orbe, die im Norden den Lac de Joux verliess und dann unterirdisch weiterfloss bis zu den Grotten von Vallorbe. 
| Wappen    | Name der Gemeinde | Einwohner (31. Dezember 2023) | Fläche in km² | Einw. pro km² |
| --------- | ----------------- | ----------------------------- | ------------- | ------------- |
| L’Abbaye  | L’Abbaye          | 1'536                         | 31,87         | 48            |
| Le Lieu   | Le Lieu           | 908                           | 32,54         | 28            |
| Total (2) | Total (2)         | 2'444                         | 64,41         | 38            |